# Набедренні щитки

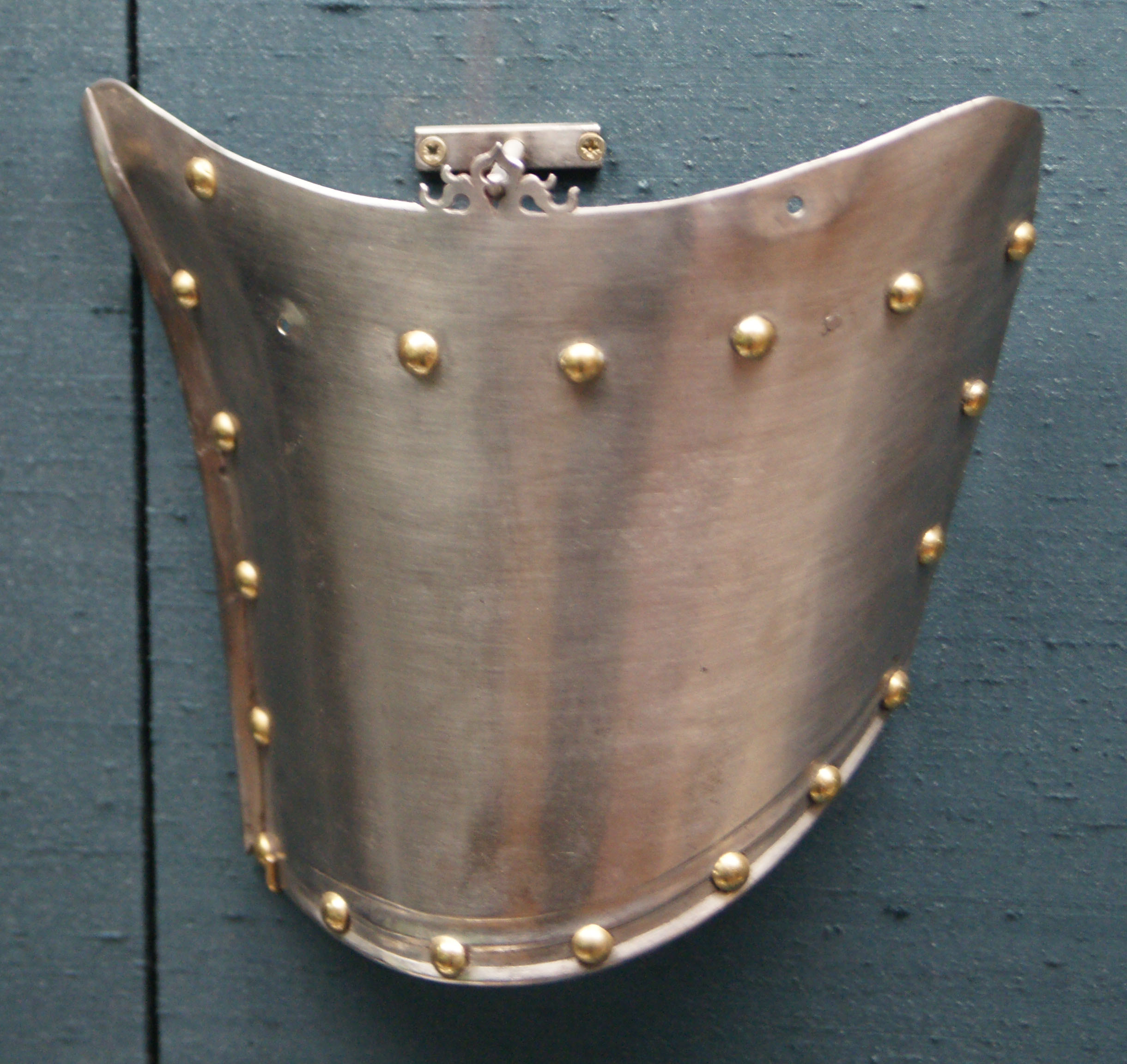
Набедренний щиток

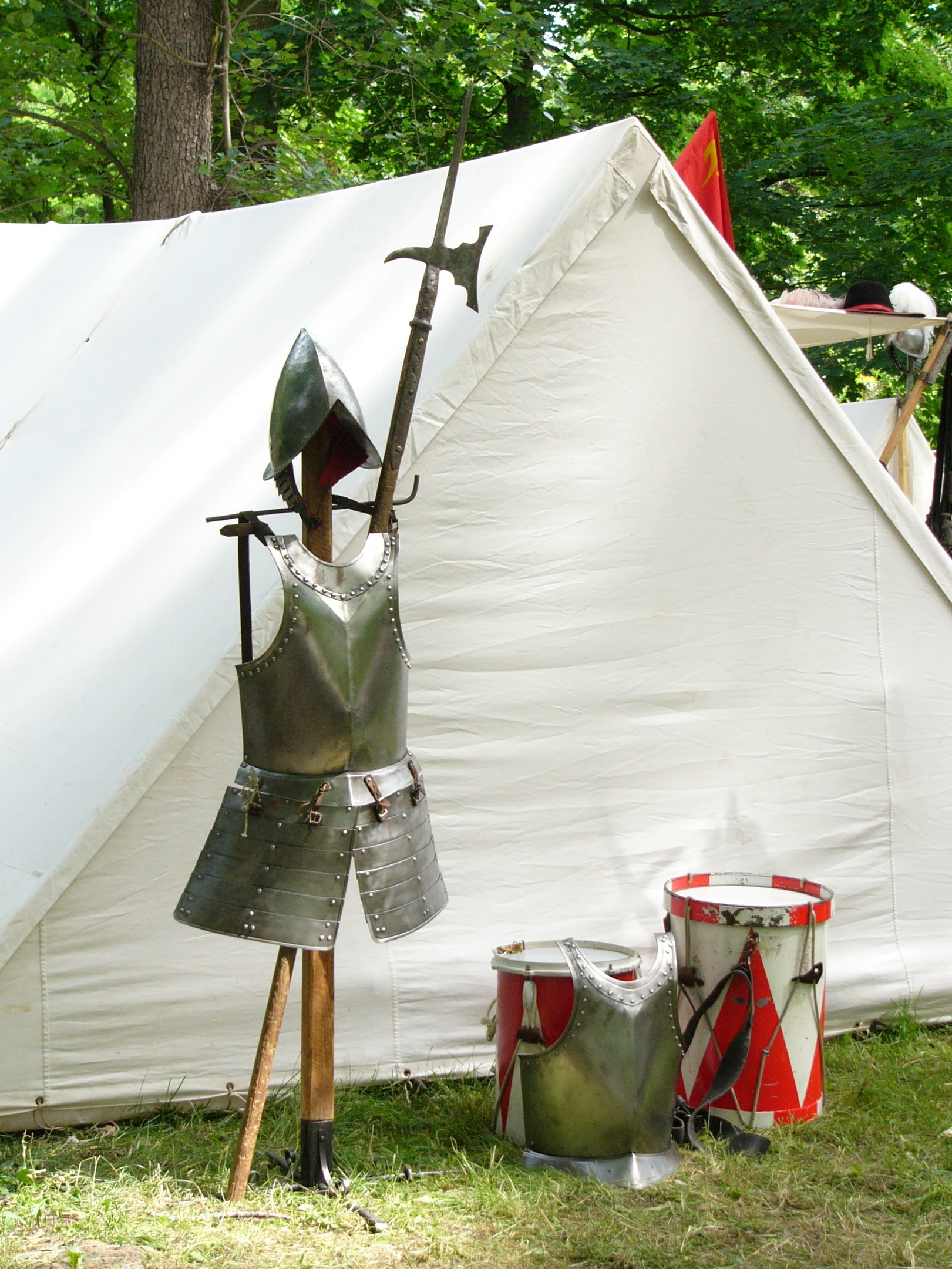
Щитки на обладунках

Набедренні щитки (англ. tassets) — металеві щитки (іноді сегментні) захищають проміжок між панцерною спідницею (чия довжина обмежена в зв'язку з необхідністю сидіти на коні) і набедренниками.

## Про термін tassets
Словом tassets прийнято називати те, що пристебнуто до панцерної спідниці або кіраси. Крім набедренних щитків, так називають також і сегментні набедренники XVI століття, пристебнуті до кіраси, а також цілісні набедренники, пристебнуті до кірасі турнірного обладунку для кінного зіткнення. Що цікаво, в дореволюційних виданнях, наприклад, в «Енциклопедії зброї» Вендалена Бехайма, tassets іменуються набедренниками, а те, що зараз називають набедренниками, іменується налядвенниками. При цьому налядвенниками в Середні віки на Русі називали наколінники, які в дореволюційних виданнях іменуються саме наколінниками.